# 临邑镇
临邑镇，是中华人民共和国山東省德州市临邑县下辖的一个乡镇级行政单位。

## 行政区划
临邑镇下辖以下地区：
张法古社区村、胡同社区村、八里社区村、赵家社区村、李寨社区村、国寨社区村、季寨社区村、大陈社区村、后凡社区村、卞庙社区村、王草社区村、毛寺社区村、大史社区村、李跃明社区村、前关社区村、郑家社区村、李家社区村、孙家社区村和李仙台社区村。